# 阎健宏
阎健宏（1932年—1995年1月16日），女，中华人民共和国地方官员，因贪腐被判处死刑。她曾任贵州省计划委员会副主任、党组副书记，贵州省政协常委、贵州省国际信托投资公司董事长（正厅级），其丈夫为前贵州省委书记刘正威。
1992年，阎健宏曾倒卖5万件红塔山香烟获利。此后玉溪卷烟厂以及厂长褚时健遭到相关部门的调查:217。贵阳市中级人民法院对阎健宏公开审理查明，贪污人民币65万、美元1.43万，挪用公款人民币200.64万、美元5万，与他人共同贪污人民币150万。1995年1月16日，阎健宏因贪污受贿被判处死刑，在贵阳市被执行枪决，成为建国后第一个被枪毙的省委书记夫人。

## 家庭
- 丈夫刘正威，曾任中共河南省南阳地委副书记、书记，中共河南省委副书记，中共贵州省委副书记、书记[3]，贵州省人大常委会主任，中共中央国家机关工作委员会常务副书记。
- 儿子刘博：阎健宏东窗事发时，刘博与妻子丁玮携巨额贪污款项远逃美国。后在美国与丁玮离婚。现居美国，经商。
- 前儿媳丁玮：北京欧致宝珠宝有限责任公司总裁。服务员出身；阎健宏东窗事发时，与前夫刘博携巨额贪污款项远逃美国；后在美国与华裔美国商人薛蛮子相识后改嫁薛，成为其第二任妻子，并与薛使用巨额贪污款项创立珠宝品牌欧致宝；丁玮与第二任丈夫薛蛮子育有1女1儿。